# Сливово (Бургаська область)
Сли́вово (болг. Сливово) — село в Бургаській області Болгарії. Входить до складу общини Средець.

## Населення
За даними перепису населення 2011 року у селі проживали 87 осіб, з них 85 осіб (97,7%) — болгари.
Розподіл населення за віком у 2011 році:
Динаміка населення: